# Cabin Fever (Lost)
 For alternative betydninger, se Cabin Fever. (Se også artikler, som begynder med Cabin Fever)
"Cabin Fever" er afsnit elleve af fjerde sæson af den amerikanske tv-serie Lost, og hele seriens 80. afsnit. Det blev sendt 8. maj på American Broadcasting Company i USA og CTV i Canada. Manuskriptet er udformet Elizabeth Sarnoff og Kyle Pennington, mens instruktionen er håndteret af Paul Edwards. Afsnittet blev skrevet samtidig med "The Shape of Things to Come" og "Something Nice Back Home".
Om bord på fragtskibet Kahana resulterer en magtkamp i lægen og kaptajnens død, og ikke lang tid efter Sayid Jarrah (Naveen Andrews) har forladt skibet i en zodiac, tvinges Frank Lapidus (Jeff Fahey) til at flyve Martin Keamy (Kevin Durand) og hans tropper tilbage til øen. John Locke (Terry O'Quinn) kommer på sporet af Jacobs hytte, og får kastet lys over hans talsmand og dennes midlertidige følgesvend.

## Synopsis

### På øen
Locke fortæller om udrensningen.

### Flashback
John fødes seks måneder for tidligt til Emily Locke, og modstår adskillige sygedomme kun et fåtal af spædbørn ville overleve. Moderen har i lang tid efter fødslen ikke adgang til at holde sin nyfødte, og den dag hun første gang tilbydes det, får hun kolde fødder og løber sin vej. Emilys mor beder om information om adoption og opdager Richard Alpert (Nestor Carbonell) observere dem. Locke flytter ind hos en plejefamilie, hvor han som ganske ung opsøges af Alpert, der snakker om en skole for specielle, udvalgte børn. Alpert opdager en tegning Locke har lavet af monsteret, hvorefter han placerer en serie genstande foran den unge John, og beder ham udvælge de ting der er hans. Da Locke griber ud efter kniven, forlader Richard skuffet huset, med ord om at John endnu ikke er klar til deres skole.
I sine teenageår lider Locke under mobning i skolen, og da en lærer tilbyder ham et "science camp"-ophold hos Mittelos Laboratories, påstår John at han ikke er en videnskabsmand, men en sportsinteresseret. Mange år herefter – da man følger Locke under genoptræningen fra sin knuste rygsøjle – overtager Matthew Abbadon (Lance Reddick), og fortæller Locke at han bør tro på mirakler, og at han skal tilmelde sig en udflugt, der vil ændre ham og hans selvopfattelse for altid.

## Produktion
Tilbagevende gæstestjerne Nestor Carbonell har tidligere optrådt i syv afsnit af Lost som Richard Alpert and mysterierne om hans figur der ikke forældes rejste mange diskussioner på fancommunities på internettet. Carbonell blev casted til Columbia Broadcasting Systems nye tv-serie Cane. Forfatterne ændrede deres originale udkast til historien i tredje sæson af hensyn til Carbonells potentielle fravær. Cane blev aflyst under Writers Guild of America-strejken i 2007 og 2008 hvilket frigjorde Carbonell fra hans kontrakt med CBS – noget Carlton Cuse omtaler som en uforudset fordel ved strejken, da Carbonell så kan vende tilbage til Lost.

## Fodnoter
1. ↑  Lachonis," Jon "DocArzt", (13. marts 2008) "Darlton Lost Interview Arkiveret 31. maj 2008 hos  Wayback Machine", UGO.  Modtaget den 22. marts 2008.
2. ↑  Lachonis, Jon "DocArzt", (18. juli 2007) "Cane Star Nestor Carbonell Leaves Lost Future in Doubt", BuddyTV.  Modtaget den 22. april 2008.
3. ↑  Sepinwall, Alan, (18. juli 2007) "Lost at CBS," The Star-Ledger.  Modtaget den 24. august 2007.
4. ↑  Ausiello, Michael, (12. marts 2008) "Ausiello on Grey's, Lost, Smallville, Tree Hill and More!," TV Guide.  Modtaget den 15. marts 2008.
5. ↑  Jensen, Jeff, (22. februar 2008) "7 Writers' Strike Postscripts Arkiveret 24. maj 2013 hos  Wayback Machine", Entertainment Weekly.  Modtaget den 22. april 2008.